# Стефан Димић
Стефан Димић (Исток, 1. маја 1993) српски је фудбалер који тренутно наступа за Телави.

## Каријера
После млађих категорија и позајмице Палићу за који је наступао током сезоне 2011/12, Димић је прикључен првом тиму Рада. Део тог периода био је ван такмичарског погона због повреде и није забележио нити један званични наступ за сениорски састав рада. По раскиду уговора отишао је у својству слободног играча и касније тренирао са Чукаричким. Претпоследњег дана јануара 2014. представљен је као нови фудбалер тог клуба. Почетком 2015. уступљен је прволигашу Синђелићу до краја сезоне, а споразум је наредног лета продужен на још годину дана. Димић је у јулу 2016. споразумно раскинуо уговор са Чукаричким, а затим приступио Земуну. Са тим клубом је потписао уговор до лета 2019, али је крајем 2017. тужио клуб због неисплаћених зарада и добио спор на арбитражној комисији. Недуго затим потписао је за лучанску Младост, где је наступао у наредном периоду. Средином 2019. прешао је у Балзан, за који је потом наступио у квалификацијама за Лигу Европе. После две сезоне вратио се у Србију и потписао једногодишњи уговор са Новим Пазаром. Средином јуна 2022. прешао је у екипу нишког Радничог као слободан играч. Годину дана касније је напустио клуб у истом статусу. Недуго затим потписао је за Телави.

## Репрезентација
Селектор омладинске репрезентација Србије, Зоран Марић, уврстио је Димића на списак играча у квалификационом циклусу за Европско првенство. Димић је касније стандардно наступао за екипу узраста до 19 година и са њом остварио пласман на завршни турнир који је одигран у Хрватској. Састав Србије је поражен на сва три сусрета у групи, услед чега је елиминисан.

## Статистика

### Клупска
Ажурирано 13. јуна 2023.
|                              |          |                       |     |    |    |   |   |   |   |   |     |    |  |  |
| Палић (позајмица)            | 2011/12. | Српска лига Војводина | 20  | 3  | —  | — | — | — | — | — | 20  | 3  |  |  |
|                              |          |                       |     |    |    |   |   |   |   |   |     |    |  |  |
| Рад                          | 2012/13. | Суперлига Србије      | 0   | 0  | 0  | 0 | — | — | — | — | 0   | 0  |  |  |
| Рад                          | 2013/14. | Суперлига Србије      | 0   | 0  | 0  | 0 | — | — | — | — | 0   | 0  |  |  |
| Рад                          | Укупно   | Укупно                | 0   | 0  | 0  | 0 | — | — | — | — | 0   | 0  |  |  |
|                              |          |                       |     |    |    |   |   |   |   |   |     |    |  |  |
| Чукарички                    | 2013/14. | Суперлига Србије      | 7   | 1  | —  | — | — | — | — | — | 7   | 1  |  |  |
| Чукарички                    | 2014/15. | Суперлига Србије      | 1   | 0  | 0  | 0 | 0 | 0 | — | — | 1   | 0  |  |  |
| Чукарички                    | Укупно   | Укупно                | 8   | 1  | 0  | 0 | 0 | 0 | — | — | 8   | 1  |  |  |
|                              |          |                       |     |    |    |   |   |   |   |   |     |    |  |  |
| Синђелић Београд (позајмица) | 2014/15. | Прва лига Србије      | 11  | 1  | —  | — | — | — | — | — | 11  | 1  |  |  |
| Синђелић Београд (позајмица) | 2015/16. | Прва лига Србије      | 15  | 5  | 0  | 0 | — | — | — | — | 15  | 5  |  |  |
| Синђелић Београд (позајмица) | Укупно   | Укупно                | 26  | 6  | 0  | 0 | — | — | — | — | 26  | 6  |  |  |
|                              |          |                       |     |    |    |   |   |   |   |   |     |    |  |  |
| Земун                        | 2016/17. | Прва лига Србије      | 22  | 8  | 0  | 0 | — | — | — | — | 22  | 8  |  |  |
| Земун                        | 2017/18. | Суперлига Србије      | 15  | 3  | 1  | 0 | — | — | — | — | 16  | 3  |  |  |
| Земун                        | Укупно   | Укупно                | 37  | 11 | 1  | 0 | — | — | — | — | 38  | 11 |  |  |
|                              |          |                       |     |    |    |   |   |   |   |   |     |    |  |  |
| Младост Лучани               | 2017/18. | Суперлига Србије      | 12  | 2  | 4  | 1 | — | — | — | — | 16  | 3  |  |  |
| Младост Лучани               | 2018/19. | Суперлига Србије      | 19  | 2  | 3  | 1 | — | — | — | — | 22  | 3  |  |  |
| Младост Лучани               | Укупно   | Укупно                | 31  | 4  | 7  | 2 | — | — | — | — | 38  | 6  |  |  |
|                              |          |                       |     |    |    |   |   |   |   |   |     |    |  |  |
| Балзан                       | 2019/20. | Премијер лига Малте   | 13  | 1  | 1  | 0 | 2 | 0 | — | — | 16  | 1  |  |  |
| Балзан                       | 2020/21. | Премијер лига Малте   | 14  | 1  | 1  | 0 | — | — | — | — | 15  | 1  |  |  |
| Балзан                       | Укупно   | Укупно                | 27  | 2  | 2  | 0 | 2 | 0 | — | — | 31  | 2  |  |  |
|                              |          |                       |     |    |    |   |   |   |   |   |     |    |  |  |
| Нови Пазар                   | 2021/22. | Суперлига Србије      | 31  | 6  | 4  | 1 | — | — | — | — | 35  | 7  |  |  |
|                              |          |                       |     |    |    |   |   |   |   |   |     |    |  |  |
| Раднички Ниш                 | 2022/23. | Суперлига Србије      | 15  | 2  | 2  | 0 | 2 | 0 | 0 | 0 | 19  | 2  |  |  |
|                              |          |                       |     |    |    |   |   |   |   |   |     |    |  |  |
| Каријера                     | Каријера | Каријера              | 195 | 35 | 16 | 3 | 4 | 0 | 0 | 0 | 215 | 38 |  |  |
|                              |          |                       |     |    |    |   |   |   |   |   |     |    |  |  |

### Утакмице у дресу репрезентације
| Репрезентација Србије у узрасту до 19 година старости | Репрезентација Србије у узрасту до 19 година старости | Репрезентација Србије у узрасту до 19 година старости | Репрезентација Србије у узрасту до 19 година старости | Репрезентација Србије у узрасту до 19 година старости | Репрезентација Србије у узрасту до 19 година старости | Репрезентација Србије у узрасту до 19 година старости | Репрезентација Србије у узрасту до 19 година старости | Репрезентација Србије у узрасту до 19 година старости | Репрезентација Србије у узрасту до 19 година старости |
| #                                                     | Датум                                                 | Такмичење                                             | Локација                                              | Домаћин                                               | Резултат                                              | Гост                                                  | Гол                                                   | Реф.                                                  |                                                       |
| ----------------------------------------------------- | ----------------------------------------------------- | ----------------------------------------------------- | ----------------------------------------------------- | ----------------------------------------------------- | ----------------------------------------------------- | ----------------------------------------------------- | ----------------------------------------------------- | ----------------------------------------------------- | ----------------------------------------------------- |
| 1.                                                    | 8. новембар 2011.                                     | Квалификације за Европско првенство                   | Мунисипал, Бат Јам                                    | Србија                                                | 0 : 0                                                 | Литванија                                             |                                                       | [ 39 ]                                                |                                                       |
| 2.                                                    | 10. новембар 2011.                                    | Квалификације за Европско првенство                   | Мунисипал, Херцлија                                   | Израел                                                | 0 : 1                                                 | Србија                                                |                                                       | [ 40 ]                                                |                                                       |
| 3.                                                    | 13. новембар 2011.                                    | Квалификације за Европско првенство                   | Мунисипал, Бат Јам                                    | Србија                                                | 0 : 1                                                 | Чешка                                                 |                                                       | [ 41 ]                                                |                                                       |
| 4.                                                    | 26. фебруар 2012.                                     | Пријатељска утакмица                                  | Синкт Никлас                                          | Белгија                                               | 0 : 0                                                 | Србија                                                |                                                       | [ 42 ]                                                |                                                       |
| 5.                                                    | 28. фебруар 2012.                                     | Пријатељска утакмица                                  | Стадион у Консдорфу                                   | Луксембург                                            | 1 : 3                                                 | Србија                                                |                                                       | [ 43 ]                                                |                                                       |
| 6.                                                    | 11. април 2012.                                       | Међународни турнир у Португалији                      | Стадион Атлетик клуба, Ребордоса                      | Србија                                                | 0 : 2                                                 | Француска                                             |                                                       | [ 44 ]                                                |                                                       |
| 7.                                                    | 12. април 2012.                                       | Међународни турнир у Португалији                      | Мунисипал, Повоа де Варзим                            | Португалија                                           | 3 : 2                                                 | Србија                                                |                                                       | [ 45 ]                                                |                                                       |
| 8.                                                    | 14. април 2012.                                       | Међународни турнир у Португалији                      | Стадион Трофенсеа, Трофа                              | Србија                                                | 2 : 3                                                 | Грузија                                               |                                                       | [ 46 ]                                                |                                                       |
| 9.                                                    | 25. мај 2012.                                         | Квалификације за Европско првенство                   | Стадион Карађорђе, Нови Сад                           | Србија                                                | 2 : 2                                                 | Немачка                                               |                                                       | [ 47 ]                                                |                                                       |
| 10.                                                   | 30. мај 2012.                                         | Квалификације за Европско првенство                   | Стадион Карађорђе, Нови Сад                           | Србија                                                | 3 : 0                                                 | Румунија                                              |                                                       | [ 23 ]                                                |                                                       |
| 11.                                                   | 3. јул 2012.                                          | Европско првенство                                    | Градски стадион, Раквере                              | Србија                                                | 0 : 3                                                 | Француска                                             |                                                       | [ 48 ]                                                |                                                       |
| 12.                                                   | 6. јул 2012.                                          | Европско првенство                                    | Градски стадион, Раквере                              | Србија                                                | 1 : 2                                                 | Енглеска                                              |                                                       | [ 49 ]                                                |                                                       |
| 13.                                                   | 9. јул 2012.                                          | Европско првенство                                    | Градски стадион, Раквере                              | Хрватска                                              | 3 : 0                                                 | Србија                                                |                                                       | [ 24 ]                                                |                                                       |
| 13                                                    | Укупан број утакмица и постигнутих погодака           | Укупан број утакмица и постигнутих погодака           | Укупан број утакмица и постигнутих погодака           | Укупан број утакмица и постигнутих погодака           | Укупан број утакмица и постигнутих погодака           | Укупан број утакмица и постигнутих погодака           | 0                                                     | [ 1 ]                                                 |                                                       |